# 의양공주
의양공주(義陽公主, ?~691년)는 당나라의 황녀이며, 당 고종과 숙비 소씨의 첫째 딸이다.

## 생애
성은 이(李) 휘는 하옥(下玉)이며, 금성장공주로도 알려져 있다. 어머니 소숙비가 사망한 후 서른이 넘도록 유폐되어있자, 공주의 이복 오빠이자 당시 황태자였던 이홍이 고종에게 알맞은 혼처를 구해 시집을 갈 수 있도록 청해준 덕에 권의와 혼례를 치렀다.

## 가족 관계
- 부황: 당 고종
- 모비: 숙비 소씨
- 허왕 이소절(許王 李素節)
- 여동생:선성공주(宣城公主)
- 부군: 권의